# Quyền LGBT ở Hungary
Quyền đồng tính nữ, đồng tính nam, song tính và chuyển giới (tiếng Hungary: leszbikusok, melegek, biszexuálisok, és transzneműek) ở Hungary đã phát triển qua lịch sử Hungary. Đồng tính luyến ái là hợp pháp ở Hungary cho cả nam và nữ. Phân biệt đối xử trên cơ sở khuynh hướng tình dục và bản dạng giới bị cấm ở nước này. Tuy nhiên, các hộ gia đình do các cặp đồng giới đứng đầu không đủ điều kiện nhận tất cả các quyền hợp pháp tương tự đối với các cặp vợ chồng khác giới. Quan hệ đối tác đã đăng ký cho các cặp đồng giới đã được hợp pháp hóa vào năm 2009, nhưng hôn nhân đồng giới bị cấm.

## Thông qua và kế hoạch hóa gia đình
Mặc dù các cặp đồng giới không thể nhận con nuôi chung, việc nhận con nuôi là hợp pháp bất kể xu hướng tình dục hay tình trạng hợp tác. Việc nhận con nuôi chỉ dành cho các cặp vợ chồng (khác giới).
Truy cập vào IVF và thụ tinh của người hiến tặng có sẵn cho phụ nữ độc thân bất kể xu hướng tình dục, nhưng không có sẵn cho đồng tính nữ sống thử hoặc trong đối tác đã đăng ký với bạn tình đồng giới.
Vào tháng 11 năm 2017, Thanh tra viên Hungary đã phát hiện ra rằng việc từ chối đơn xin nhận con nuôi của một cặp đồng tính nữ là "sự xâm phạm quyền được bảo vệ và chăm sóc của đứa trẻ, và bị phân biệt đối xử bất hợp pháp dựa trên xu hướng tính dục". Vì việc nhận con nuôi chung cho các cặp đồng giới không hợp pháp ở Hungary, cặp vợ chồng quyết định rằng một trong những đối tác sẽ nhận nuôi đứa trẻ một cách hợp pháp. Tuy nhiên, cặp đôi rất cởi mở về mối quan hệ của họ và được tìm thấy phù hợp để nhận nuôi. Trong những tháng tiếp theo, cặp vợ chồng chăm sóc một bé gái 16 tháng tuổi, nhưng dịch vụ bảo vệ trẻ em sau đó đã dừng thủ tục nộp đơn do xu hướng tình dục của cặp vợ chồng. Quyết định này đã phá vỡ cuộc sống của đứa trẻ, vì cô sẽ không ăn uống đúng cách nữa và phải được đưa đến một nhà tâm lý học trẻ em. Cặp vợ chồng đã kêu gọi Ủy viên về Quyền cơ bản (Người thanh tra chịu trách nhiệm về quyền trẻ em, quốc tịch ở Hungary, các nhóm xã hội dễ bị tổn thương và lợi ích của các thế hệ tương lai), người đã phát hiện ra sự từ chối của cặp vợ chồng bất hợp pháp và phân biệt đối xử. Ủy viên nói rằng "một người muốn nhận con nuôi không có quyền nhận nuôi một đứa trẻ cụ thể, nhưng anh ta có quyền đối xử bình đẳng và bình đẳng trước pháp luật trong thủ tục." Ủy viên dựa trên quyết định của họ vào năm 2008 E.B. v. France trường hợp, trong đó Tòa án Nhân quyền Châu Âu phán quyết rằng xu hướng tính dục của một người không nên là một yếu tố trong các trường hợp nhận con nuôi.

## Chống phân biệt đối xử
Năm 2000, Tòa án Hiến pháp đã công nhận rằng lệnh cấm hiến pháp phân biệt đối xử dựa trên "tình trạng khác" cũng bao gồm khuynh hướng tình dục.  Đạo luật về sức khỏe cộng đồng  đã cấm phân biệt đối xử liên quan đến định hướng tình dục trong các dịch vụ y tế từ năm 1997 và phân biệt đối xử liên quan đến nhận dạng giới tính từ năm 2004. Đạo luật 2003 về đối xử bình đẳng và thúc đẩy các cơ hội bình đẳng (tiếng Hungary: 2003. évi CXXV. törvény az egyenlő bánásmódról és az esélyegyenlőség előmozdításáról) có hiệu lực vào tháng 1 năm 2004, cấm phân biệt đối xử dựa trên các yếu tố bao gồm xu hướng tính dục và bản dạng giới trong các lĩnh vực việc làm, giáo dục, nhà ở, y tế và tiếp cận hàng hóa và dịch vụ. Điều 8 của Đạo luật nêu rõ như sau:
| “ | Quy định dẫn đến việc một người hoặc một nhóm [được] đối xử ít thuận lợi hơn so với người hoặc nhóm khác trong tình huống tương đương vì giới tính, nguồn gốc chủng tộc, màu da, quốc tịch, nguồn gốc quốc gia hoặc dân tộc, tiếng mẹ đẻ, khuyết tật, tình trạng sức khỏe, niềm tin tôn giáo hoặc ý thức hệ, quan điểm chính trị hoặc quan điểm khác, tình trạng gia đình, làm mẹ (mang thai) hoặc làm cha, khuynh hướng tình dục, bản sắc tình dục, tuổi tác, nguồn gốc xã hội, tình trạng tài chính, thời hạn của mối quan hệ lao động mối quan hệ liên quan đến việc làm, tư cách thành viên của một tổ chức đại diện cho lợi ích của nhân viên, [và bất kỳ] trạng thái, thuộc tính hoặc đặc điểm nào khác được coi là phân biệt đối xử trực tiếp. | ” |

Ngoài ra, luật pháp Hungary cấm tội phạm kì thị và các bài phát biểu kì thị trên cơ sở xu hướng tính dục và bản dạng giới của một người.

## Dư luận
Các cuộc thăm dò phản ánh ý kiến phổ biến về hôn nhân đồng giới ở Hungary đã cho thấy một bức tranh hỗn hợp.
Theo một khảo sát Eurobarometer được công bố vào tháng 12 năm 2006, chỉ có 18% người Hungary được khảo sát ủng hộ hôn nhân đồng giới và chỉ có 13% công nhận quyền nhận con nuôi của một cặp đồng giới, so với EU - trung bình trên toàn thế giới lần lượt là 44% và 33%. Tuy nhiên, một cuộc thăm dò được tiến hành một năm sau năm 2007 chỉ ra rằng 30% công chúng Hungary ủng hộ hôn nhân đồng giới.
Cuộc thăm dò Eurobarometer được thực hiện vào năm 2015 cho thấy 39% người Hungary ủng hộ hôn nhân đồng giới. Một cuộc thăm dò gần đây hơn của Trung tâm nghiên cứu Pew, được công bố vào tháng 5 năm 2017, cho thấy 27% người Hungary ủng hộ hôn nhân đồng giới, trong khi 64% phản đối. Tỷ lệ ủng hộ cao hơn ở những người không theo tôn giáo (34%) và 18 tuổi34 (39%), trái ngược với người Công giáo (25%) và những người từ 35 tuổi trở lên (23%).
Vào tháng 5 năm 2015, PlanetRomeo, một mạng xã hội LGBT, đã công bố Chỉ số Hạnh phúc Đồng tính đầu tiên (GHI). Những người đồng tính nam từ hơn 120 quốc gia được hỏi về cách họ cảm nhận về xã hội Quan điểm về đồng tính luyến ái, họ trải nghiệm cách họ đối xử với người khác và họ hài lòng với cuộc sống của họ như thế nào. Hungary được xếp hạng 49 với số điểm GHI là 47.
Theo một cuộc thăm dò năm 2017 do ILGA thực hiện, 64% người Hungary đồng ý rằng người đồng tính nam, đồng tính nữ và lưỡng tính nên được hưởng các quyền giống như người thẳng, trong khi 15% không đồng ý. Ngoài ra, 69% đồng ý rằng họ cần được bảo vệ khỏi sự phân biệt đối xử nơi làm việc. Tuy nhiên, 13% người Hungary cho rằng những người có mối quan hệ đồng giới nên bị buộc tội là tội phạm, trong khi 64% không đồng ý. Đối với người chuyển giới, 60% đồng ý rằng họ nên có quyền như nhau, 64% tin rằng họ nên được bảo vệ khỏi sự phân biệt đối xử việc làm và đa số 48% tin rằng họ nên được phép thay đổi giới tính hợp pháp của mình.

## Bảng tóm tắt
| Hoạt động tình dục đồng giới hợp pháp                                                                                       | (Từ năm 1961)                                                         |
| Độ tuổi đồng ý (14) | (Từ năm 2002)                                                         |
| Luật chống phân biệt đối xử trong việc làm                                                                                  | (Từ năm 2004)                                                         |
| Luật chống phân biệt đối xử trong việc cung cấp hàng hóa và dịch vụ                                                         | (Từ năm 2004)                                                         |
| Luật chống phân biệt đối xử trong tất cả các lĩnh vực khác (bao gồm phân biệt đối xử gián tiếp, ngôn từ kích động thù địch) | (Từ năm 2004)                                                         |
| Hôn nhân đồng giới | (Hiến pháp cấm từ năm 2012)                                           |
| Công nhận các cặp đồng giới                                                                                                 | (Sống chung từ năm 1996, đăng ký hợp tác từ năm 2009)                 |
| Nhận nuôi bởi một người LGBT                                                                                                | Yes                                                                   |
| Con nuôi của các cặp vợ chồng đồng giới                                                                                     | No                                                                    |
| Con nuôi chung của các cặp đồng giới                                                                                        | No                                                                    |
| Người đồng tính nam, đồng tính nữ và song tính được phép phục vụ trong quân đội                                             | Yes                                                                   |
| Người chuyển giới được phép phục vụ trong quân đội                                                                          | No                                                                    |
| Liệu pháp chuyển đổi bị cấm ở trẻ vị thành niên                                                                             | No                                                                    |
| Quyền thay đổi giới tính hợp pháp                                                                                           | (Từ năm 2018)                                                         |
| Truy cập IVF cho các cặp đồng tính nữ                                                                                       | (Dành cho phụ nữ độc thân, nhưng không dành cho các cặp đồng tính nữ) |
| Thay thế thương mại cho các cặp đồng tính nam                                                                               | (Cấm bất kể xu hướng tình dục)                                        |
| NQHN được phép hiến máu | / (Thời gian trì hoãn 1 năm)                                          |